# اليعازر ملامد
اليعازر ملامد (بالعبرية: הרב אליעזר מלמד‏) (وُلِد في 28 يونيو/حزيران 1961) هو حاخام أرثوذكسي صهيوني إسرائيلي، ورئيس يشيفا يشيفات هار براخا ‏، وحاخام مجتمع هار براخا، ومؤلف سلسلة كتب بنيني هلاخا.

## السيرة الذاتية
اليعازر ملامد هو ابن الحاخام زلمان باروخ ملامد ‏، تلميذ الحاخام تسفي يهودا كوك ‏. اسم اليعازر جاء نتيجة حلم رآه كوك عند ولادته. درس ملامد على يد كوك من سن الخامسة عشرة إلى العشرين، ومثل والده يعتبر كوك أهم حاخام بالنسبة له. ملامد متزوج من إنبال، ابنة الفنان توفيا كاتز، ولديه ثلاثة عشر طفلاً.
درّس ملامد التلمود والهلاخاه في كولل الحاخام دويتش في ماه شيعاريم لمدة ستة أشهر. يدير الكولل الحاخام يتسحاق غينزبورغ، ما أتاح لملامد فرصة تعلم التلمود جنبًا إلى جنب مع غينزبورغ والاستماع إلى العديد من محاضراته. لاحقًا، درّس التلمود والإيمونا (الفلسفة اليهودية) في يشيفا بيت إيل لحوالي عشرين عامًا، وأربع سنوات في يشيفا كدوميم.
حرر ملامد طبعة جديدة من كتاب شني لوخوت هابريت (الشيلاه) لإسحاق هوروفيتز، والمجلدين الأولين من الطبعة الجديدة لكتب الحاخام زادوك هاكوهين من لوبلين، وساهم في إكمال السلسلة بأكملها.
في آب/أغسطس 1988، تم تعيين ملامد حاخامًا لمجتمع مستوطنة هار براخا.
في سبتمبر 1992، أسس يشيفا هار براخا.
في يوليو/تموز 2013، حصل على "جائزة الإبداع اليهودي" لسلسلة كتب بنيني هلاخا. وفي نوفمبر/تشرين الثاني 2020، حصل على "جائزة الحاخام كوك" لنفس السلسلة.

## المؤلفات
سلسلة بنيني هلاخاه هي سلسلة كتب حول مواضيع هلاخية، كتبها ملامد، تغطي مواضيع مثل قوانين الشبات والمنظور اليهودي حول التبرع بالأعضاء. بالإضافة إلى تحديد القانون العملي حول المسألة، تناقش هذه الكتب الأسس الروحية للهلاخوت، وتعكس أيضًا العادات المختلفة لمجتمعات مختلفة. مكتوبة بالعبرية، بيعت السلسلة التي تتكون من عشرين كتابًا بأكثر من 500,000 نسخة. نُشِر عشرون كتابًا بالعبرية، منها تسعة ترجمت إلى الإنجليزية، وعشرة إلى الفرنسية، وتسعة إلى الإسبانية، وعشرة إلى الروسية. سرعان ما اكتسبت الكتب شعبية في المجتمع الصهيوني الديني في إسرائيل.

## وجهات النظر
يدعو الحاخام ملامد إلى الحوار المباشر والمفتوح مع جميع جوانب اليهودية، ويعتقد أنه بالرغم من وجود اختلافات في وجهات النظر، يجب عدم استبعاد أي شخص بسبب آرائه أو معتقداته. أدى لقاؤه مع دلفين هورفيلور إلى دعوات لمقاطعته وغضب بعض الحاخامات الإسرائيليين تجاه آرائه وكتبه.